# Schmuel Agmon

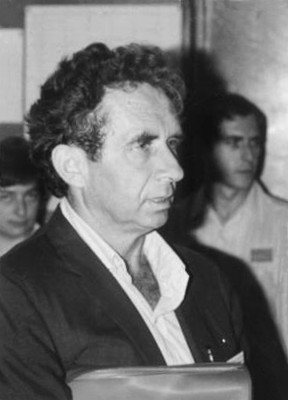
Schmuel Agmon in Nizza, 1970

Schmuel Agmon, manchmal auch als Samuel Agmon zitiert, (hebräisch שמואל אגמון‎; * 2. Februar 1922 in Tel Aviv; † 21. März 2025) war ein israelischer Mathematiker, der sich mit partiellen Differentialgleichungen und mathematischer Physik beschäftigte.

## Leben und Wirken
Schmuel Agmon wuchs in Nazaret, wo seine Mutter Zahnärztin und sein Vater Schriftsteller war, und Jerusalem auf. Nach Aufenthalt in einem Kibbuz studierte er ab 1940 an der Hebräischen Universität Jerusalem u. a. bei Michael Fekete und Adolf Abraham Halevi Fraenkel. Im Zweiten Weltkrieg diente er vier Jahre in der britischen Armee und setzte dann seine Studien in Paris fort, wo er 1949 an der Sorbonne bei Szolem Mandelbrojt mit einer Arbeit über Dirichletreihen promoviert wurde. Danach war er an der Rice University in Texas und ab 1952 wieder an der Hebräischen Universität, wo er 1959 Professor wurde.
Agmon beschäftigte sich u. a. mit der Spektraltheorie von Schrödingers Operator und Streutheorie. Bekannt ist seine Arbeit mit A. Douglis und Louis Nirenberg von 1959 über Abschätzungen der Lösungen in Randwertproblemen elliptischer partieller Differentialgleichungen.
Seit 1964 war Schmuel Agmon Mitglied der Israelischen Akademie der Wissenschaften. Er gewann den Weizmann-Preis, den Rothschild-Preis, den Israel-Preis und den EMET-Preis. Agmon war Ehrendoktor der Universität Nantes. 1970 war er Invited Speaker auf dem Internationalen Mathematikerkongress in Nizza (Spectral properties of Schrödinger operators). Er war Fellow der American Mathematical Society.
Zu seinen Doktoranden gehören Peter Constantin, Avner Friedman, Moshe Marcus und Yakar Kannai.

## Schriften
- Lectures on exponential decay of solutions of second-order elliptic equations: bounds on eigenfunctions of N-body Schrödinger operators, Princeton University Press 1982.
- Lectures on elliptic boundary value problems, Van Nostrand 1965